# Carro cobert

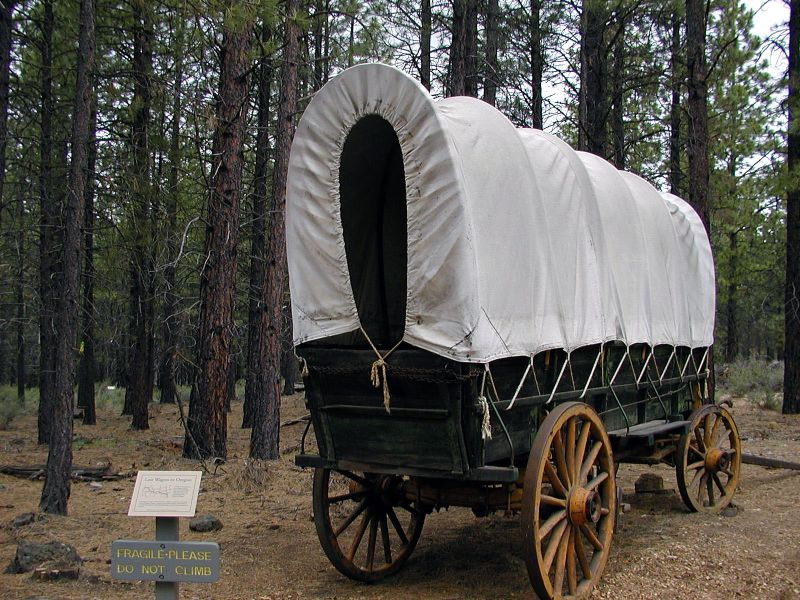
Una rèplica de carro cobert al High Desert Museum de Bend, Oregon

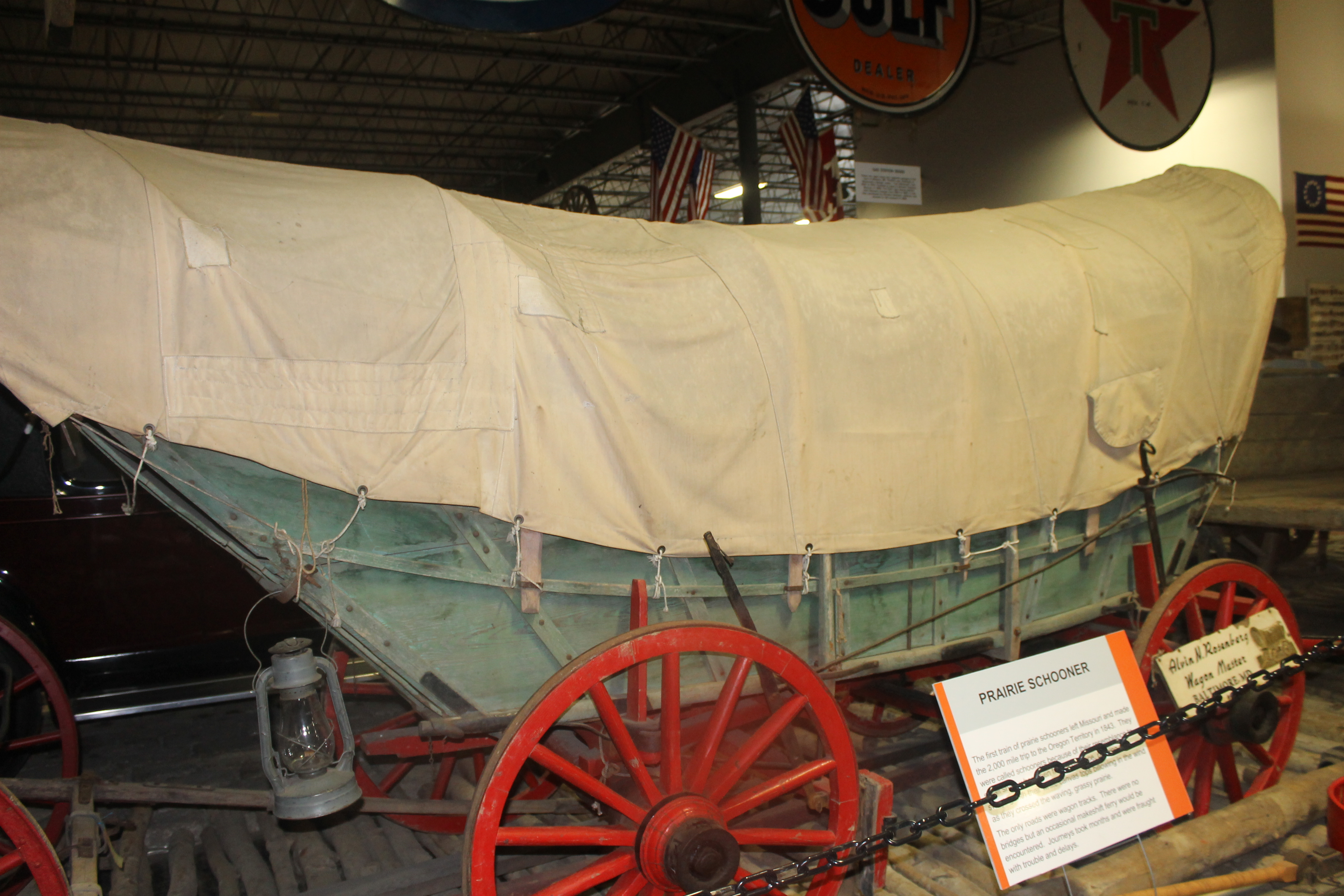
Un carro cobert d'estil Conestoga exposat al Cole Land Transportation Museum a Bangor, Maine

El carro cobert, també anomenat prairie schooner, era un vehicle fet generalment de fusta i lona que s'utilitzava per al transport, de manera destacada a l'Amèrica preindustrial. Amb arrels basades en el carro pesat Conestoga desenvolupat per a les carreteres i camins aspres i sense urbanitzar de l'est colonial, el carro cobert es va estendre cap a l'oest amb la migració nord-americana. El carro de Conestoga era massa pesat per a l'expansió cap a l'oest. Els carros de granja típics només estaven coberts per a l'expansió cap a l'oest i se'ls tenia molta confiança al llarg de rutes de viatge com la Great Wagon Road, el Mormon Trail i els senders de Santa Fe i Oregon, els carros coberts transportaven els colons que buscaven terres, or i un nou futur cada cop més a l'oest.
Al llarg del segle xx, el carro cobert es va convertir en una icona de l'oest americà.

## Història

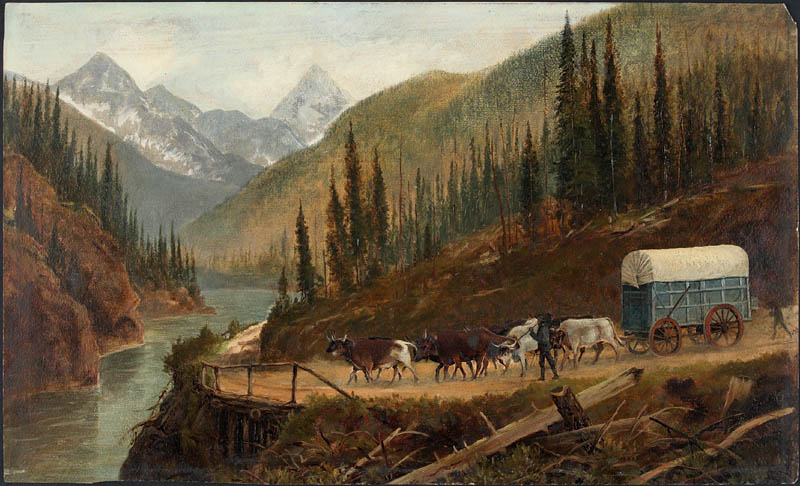
Un prairie schooner, a la carretera de Cariboo o als voltants del coll de Rogers, muntanyes Selkirk, c. 1887, d'Edward Roper (1833-1909).

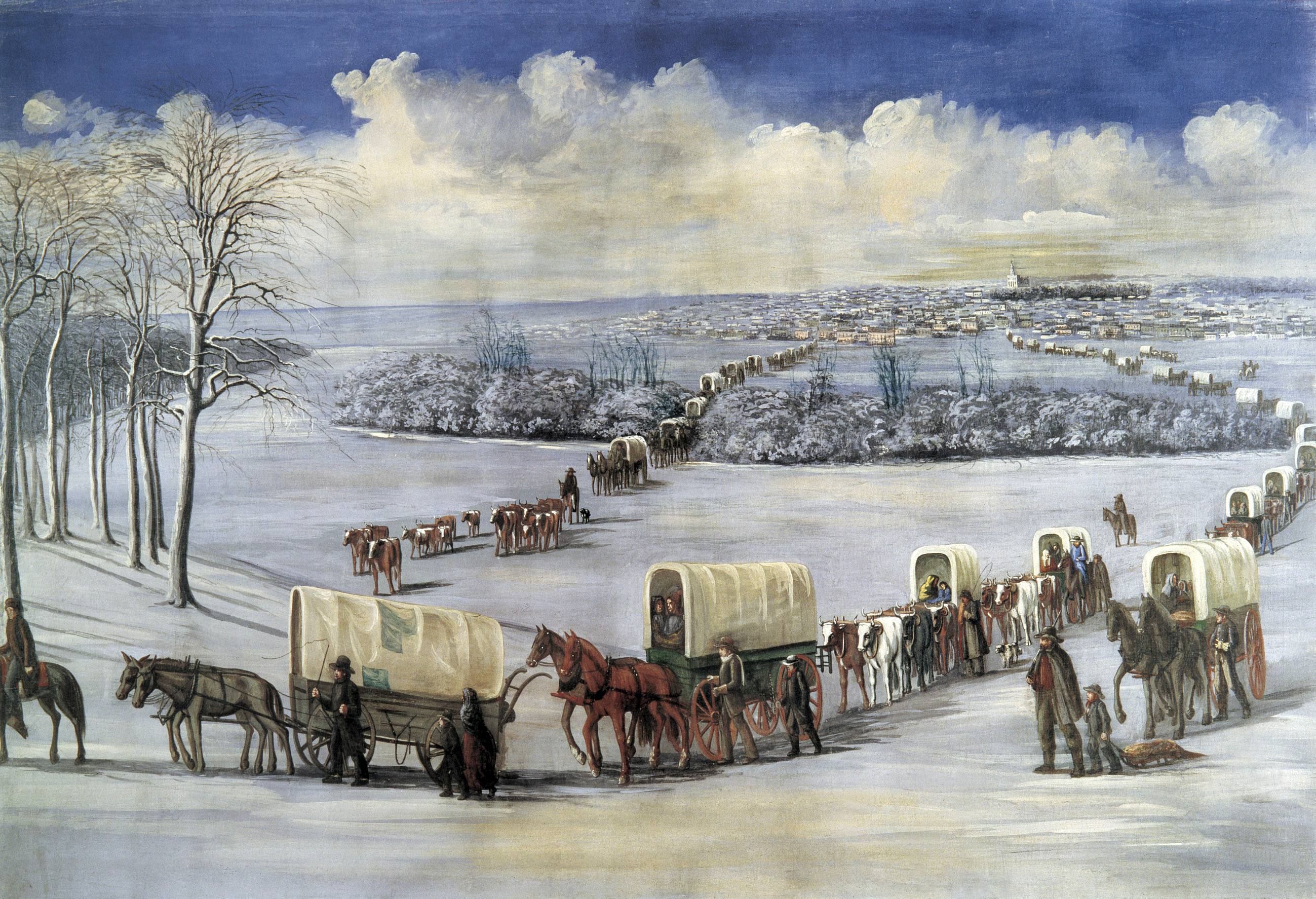
Mormons creuant el riu Mississipi congelat des de Nauvoo, Illinois

Un cop obert als emigrants, el terreny moderat i la terra fèrtil entre els Apalatxes i el Mississipi es va ocupar ràpidament. A mitjans del segle xix milers d'americans van agafar una gran varietat de carros de granja a través de les Grans Planes des de parts desenvolupades del mig oest fins a llocs de l'oest com Califòrnia, Oregon, Utah, Colorado i Montana. Els migrants terrestres solen equipar qualsevol carro robust amb cinc o sis arcs de fusta o metall que s'arquejaven sobre el llit. Sobre això hi havia una tela estirada o un drap resistent similar, creant la silueta distintiva del carro cobert.
Prairie schooner és un nom fantàstic per al carro cobert, dibuixat amb les seves amples cobertes de lona blanca, imaginades romànticament com les veles d'un vaixell que creua el mar.
Per als "overlanders" que emigraven cap a l'oest, els carros coberts eren un mitjà de transport més comú que el carro obert, la diligència o el tren. Els bous eren l'animal de tir més habitual per tirar dels carros coberts, tot i que també s'utilitzaven mules i cavalls. Els autors de guies escrites per a emigrants remarcaven que els bous eren més fiables, menys costosos i gairebé tan ràpids com les altres opcions.